# Armas con bicho
Armas con bicho es una historieta serializada en 1989 del dibujante de comics español Francisco Ibáñez. 

## Sinopsis
La T.I.A. va a renovar su armamento bacteriológico y va a poner a punto las Armas con bicho. Esas armas son un invento del profesor Bacterio a base de bacterias, las cuales son inoculadas a algún animal. Esos animales tendrán propiedades distintas que los convertirán en un arma peligrosa. Mortadelo y Filemón tendrán que probar el funcionamiento de esas armas-bicho.

## Crítica
Soto pone a estas historietas dentro del grupo de las que tienen "tocan fondo con un dibujo penoso y unos guiones inocuos".